# クリセン
クリセン (chrysene) とは、多環芳香族炭化水素 (PAH) の一種で、分子式が C18H12、4個のベンゼン環が辺を共有しながら連なった構造を持つ。コールタールに含まれ、そこから最初に単離、同定された。木材の防腐剤であるクレオソート油にも含まれる。
クリセンは石炭や原油、木質を燃焼したり蒸留したりする際にわずかに発生する。
色素の原料とされる。他の PAH と同様、発癌性が疑われている。実験動物にがんを発生させることが報告されている。